# Parque nacional Cavernas del Monte Etna
Cavernas del Monte Etna es un parque nacional en Queensland (Australia), ubicado a 544 km al noroeste de Brisbane.

## Datos
- Área: 4,78 km²
- Coordenadas: 23°09′37″S 150°28′31″E / -23.16028, 150.47528
- Fecha de Creación: 1994
- Administración: Servicio para la Vida Salvaje de Queensland
- Categoría IUCN: II

Véase también:
- Zonas protegidas de Queensland

- Datos: Q1285154
- Multimedia: Mount Etna Caves National Park / Q1285154